# La noche del terror ciego
La noche del terror ciego és una pel·lícula de terror de 1971 dirigida per Amando de Ossorio. Realitzada el 1972 és una coproducció hispà-lusitana que, inspirada en la seva contemporània La nit dels morts vivents (1968) i en el conte de Gustavo Adolfo Bécquer El monte de las ánimas (1862), narra les desventures d'un grup d'homes i dones que topen amb una antiga maledicció en un poble medieval abandonat.
La pel·lícula està adscrita al gènere denominat «fantaterror» espanyol de la dècada de 1970. Es tracta del primer lliurament de la tetralogia protagonitzada pels «Templers Cecs» a la que seguiren El ataque de los muertos sin ojos (1973), El buque maldito (1974) i La noche de las gaviotas (1975).

## Argument

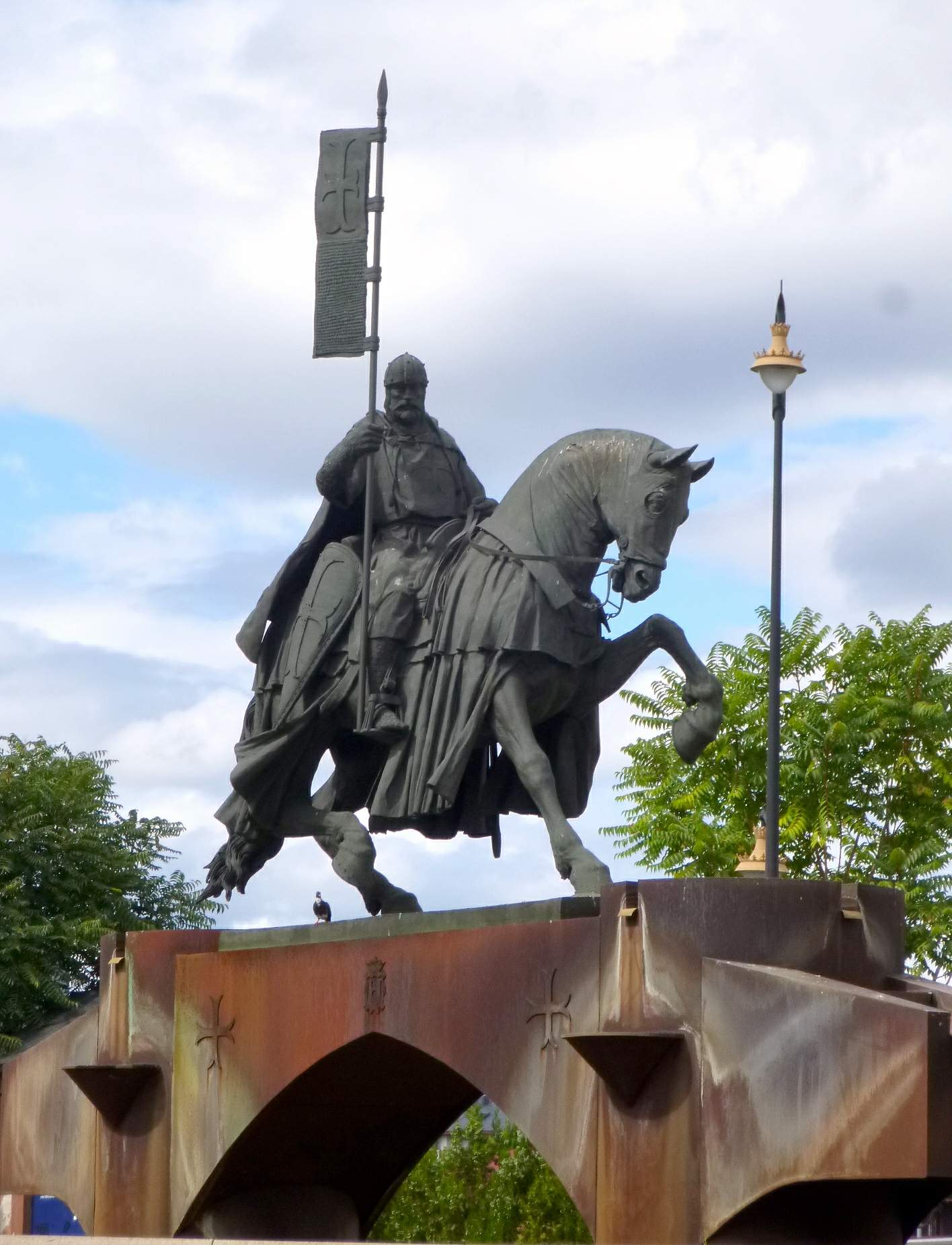
Estàtua dedicada al Cavaller Templer (Ponferrada, Espanya)

La pel·lícula comença amb dues imatges aparentment inconnexes: una mà momificada i una dona cridant de terror. L'acció es trasllada a la piscina d'un hotel de Lisboa, en Portugal. Allí veiem com Betty (Lone Fleming) i Virgínia (Helen Harp), dues amigues que van anar al mateix internat, es retroben després d'anys sense veure's. Després del càlid acolliment inicial, Virginia li presenta a Roger (César Burner), un amic seu que mostra una evident atracció per Betty i l'endemà la convida a un viatge amb tren. Durant el trajecte, consumida pels gelosia i la vergonya que li provoca el record de la relació lèsbica que va mantenir amb Betty durant la seva estada en l'internat, Virgínia es baixa del tren en marxa, abandonant la Betty i Roger. Després de caminar pel descampat, acaba en Berzano, un poble abandonat pròxim a la frontera amb Espanya. Virgínia decideix fer nit allí, desconeixent que el poble està maleït. Durant la nit, els cadàvers reviscuts dels Templers enterrats sorgeixen de les seves tombes en el cementiri i li donen caça.
L'endemà, Roger i Betty, inquiets perquè Virgínia encara no ha arribat al parador on s'allotjaven, decideixen buscar-la pel seu compte. D'aquesta manera, i amb l'ajut de dos agents de policia, descobreixen l'existència de Berzano i troben el cadàver mutilat de Virgínia. La recerca posterior, dirigida per l'inspector Oliveira (Rufino Inglés), determina que Virginia va morir atacada per un animal salvatge, encara que tant Betty com Roger no queden molt convençuts i creuen que hi ha una cosa més sinistra darrera de la mort de la seva amiga. Aquesta mateixa nit, el cadàver de Virgínia reviu a la morgue i assassina al guardià.
Seguint la recerca pel seu compte, Betty i Roger coneixen al professor Candal (Francisco Sanz), qui els informa de l'existència d'una maledicció que pesa sobre el poble. Segons el professor, la maledicció es deu a les pràctiques herètiques dutes a terme segles enrere per un grup de Cavallers Templers que buscaven la immortalitat i que, després d'aterrir les autoritats eclesiàstiques amb els seus excessos, van ser ajusticiats. Des de llavors, conta la llegenda, els cadàvers dels cavallers s'aixequen a la nit a la recerca de noves víctimes.
Aquesta teoria és immediatament descartada per l'inspector Oliveira, que dona a la parella una explicació molt més prosaica: els crims els comet el fill del professor Candal, Pedro (Joseph Telman), qui se serveix de la mala fama del poble per a camuflar les seves activitats il·lícites. A la nit, el zombi en què s'ha convertit Virgínia torna al taller de maniquins que posseïa i intenta assassinar al seu ajudant, encara que aquesta aconsegueix acabar amb ella abans que l'assassini. Desitjant conèixer la veritat, Betty i Roger visiten Pedro, que nega els càrrecs i els suggereix passar la nit al poble per a conèixer la veritat després de la maledicció de Berzano. Una vegada allí, els morts tornen a aixecar-se de les seves tombes i comencen ràpidament a acabar amb el grup. L'única supervivent és Betty, que, aprofitant l'única feblesa dels Templers (la seva manca d'ulls que fa que només puguin orientar-se a través de l'oïda), aconsegueix esquivar-los. No obstant això, els Templers continuen la persecució camp a través. Veient la desesperada fugida de Betty, els maquinistes del tren al qual van pujar Betty i Roger per a anar al parador detenen la locomotora per a ajudar-la. Desgraciadament, els cavallers enxampen el tren i comencen a assassinar sistemàticament als seus ocupants. Betty s'amaga al tènder.
A la seva arribada a l'estació, el revisor la troba, traumatitzada i encongida entre el carbó guardat en el tènder. Mentre la treu del seu amagatall i tracta d'apaivagar-la, els passatgers que esperaven pujar al tren comencen a entrar en els vagons restants. Els crits d'aquests fan que Betty surti de la seva catatonia. Les últimes imatges mostren a Betty cridant i una mà momificada abalançant-se sobre la càmera, enllaçant així la conclusió de la pel·lícula amb el seu inici.

## Repartiment
- Lone Fleming - Betty Turner
- Cesar Burner - Roger Whelan
- Helen Harp - Virginia White
- Joseph Thelman - Pedro Candal
- Rufino Inglés - Inspector Oliveira
- Verónica Limera - Nina
- Francisco Sanz - Professor Candal
- Britt Nichols - Noia sacrificada

## Influències

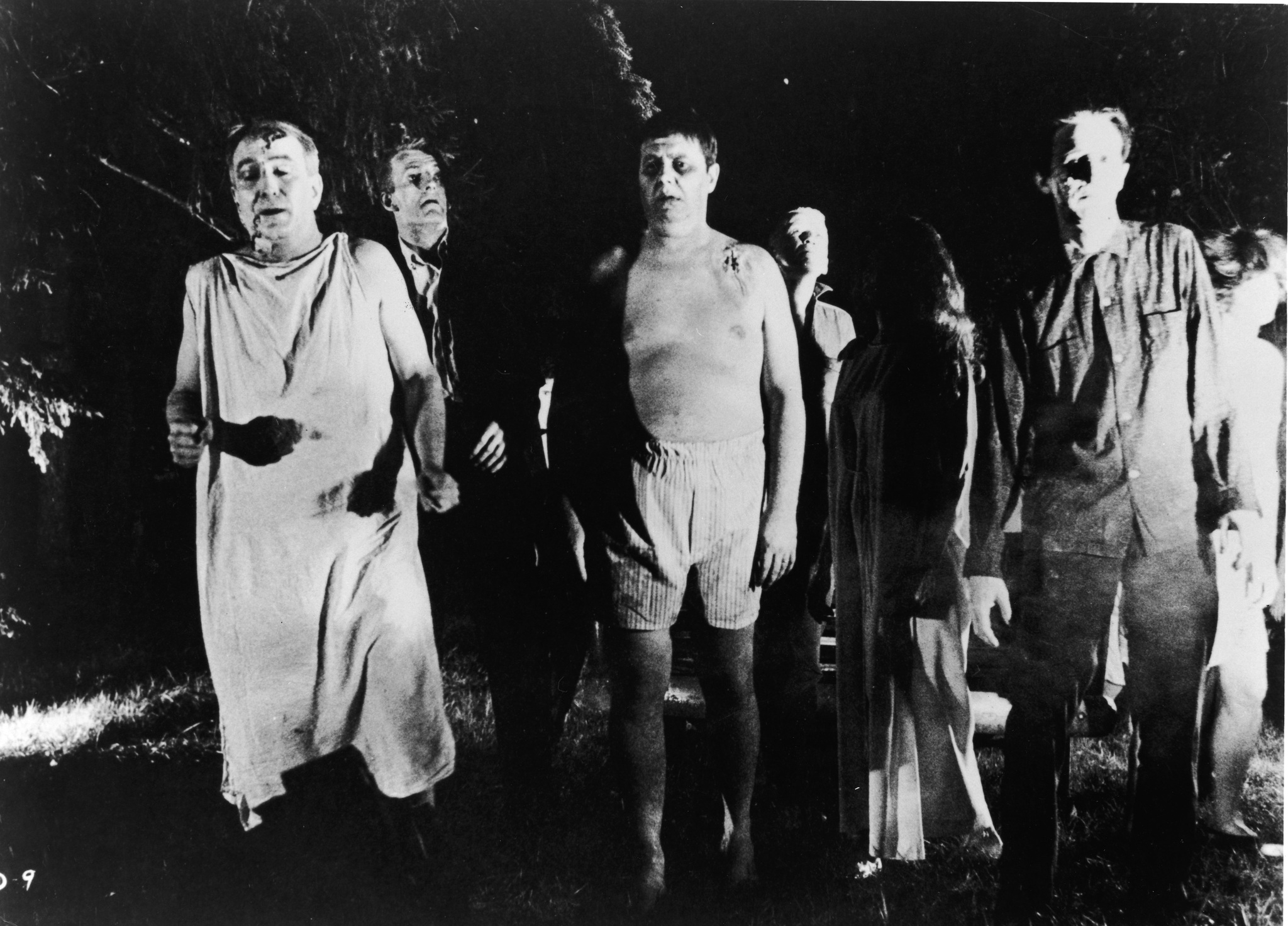
Grup de zombis en la pel·lícula La nit dels morts vivents (1968)

La pel·lícula recull una sèrie d'influències que li atorguen el seu caràcter de producte únic fins i tot per al cinema de terror europeu de l'època. Al costat de les influències del cinema de terror de l'època com la mecànica i concepte original de les exploitation gore mostrada en pel·lícules de zombis estatunidencs -com La nit dels morts vivents dirigida per George A. Romero-, fins als escarceigs eròtic-terrorífics de Jesús Franco (Vampyros Lesbos, 1970) i el fantastique europeu. La pel·lícula conté escenes violentes amb elements gore.
S'aprecien altres influències marcadament regionals com poden ser les obres de Bécquer com Leyendas —especialment en l'aparença cadavèrica dels templers, directament extreta d' El monte de las ánimas i El miserere— o les diverses llegendes que circulen sobre l'Orde del Temple històrica, entre elles els seus tempteigs amb el misticisme oriental.

## Llocs de filmació
Els exteriors de la pel·lícula van ser rodats a Portugal i Espanya. A Portugal es va filmar a Lisboa i voltants (Estoril, Setúbal, Sesimbra i Palmela). A Espanya, encara que els crèdits de la pel·lícula només esmenten el monestir del Cercón (Madrid), per a la filmació de les sinistres ruïnes del cementiri dels Templers també s'inclouen preses realitzades en el monestir de Santa María La Real de Valdeiglesias a Pelayos de la Presa (Madrid).

## Recepció
Durant la seva estrena comercial va obtenir una positiva resposta en la taquilla espanyola obtenint una recaptació de 163.324 € i computant la venda de 784.579 entrades. Entre 1972 i 1974 es va estrenar en països com el Canadà, Estats Units, República Federal Alemanya, Turquia, França o Mèxic assolint cert èxit entre el fandom del cinema fantàstic considerant-se en l'actualitat una cinta de culte. Una mostra d'aquest èxit és l'edició de la pel·lícula tant en els Estats Units, editada per la distribuïdora Blue Underground, com a Alemanya, editada en un pack que conté els quatre lliuraments de la saga.
Als portals d'informació cinematogràfica obté una recepció positiva. Antonio Méndez en la seva crítica per a alohacriticom.com destaca la mescla d'elements medievals, satanisme, vampirisme i zombis.
| «                                    | "Antón García Abril crea un fons sonor destacable amb cants gregorians espectrals i percussió amenaçadora; i Ossorio maneja amb bastant equilibri els seus components de suspens i terror dins de les seves limitacions pressupostàries, amb una grata absència de pretensions que no va més enllà d'intentar crear un ambient terrorífic amb el seu curiós còctel d'elements i influències." | » |
| — Antonio Méndez (alohacriticon.com) | |   |

A FilmAffinity amb 963 valoracions obté una puntuació de 5,2 sobre 10. A IMDb amb 5.058 valoracions té una qualificació de 6,2 sobre 10 pels usuaris.
| «                             | De Ossorio prefereix usar imatges esborronadores per als seus esglais. La millor imatge arriba quan veiem als cavallers en acció, especialment les preses en càmera lenta dels cavallers que munten els seus cavalls a la recerca de les seves víctimes.(...) Els cavallers cecs suposen un canvi interessant dins de les pel·lícules de zombis més populars i de Ossorio aconsegueix mantenir la seva atenció durant tota la pel·lícula. Encara que hi ha algunes preguntes que podrien fer-se com: d'on venen els cavalls?. No obstant això no has de formular-les. Simplement visiona el que ofereix la pel·lícula." | » |
| — Brian Robinson (Zombierama) | |   |

A Rotten Tomatoes la pel·lícula obté qualificació de "fresc" per al 67% de les 9 crítiques professionals i per al 58% de les 2.642 ressenyes dels usuaris del portal.
| «                                  | "Mentre que gairebé totes les pel·lícules de zombis italianes coetànies eren d'un to horripilant, La noche del terror ciego és una bona pel·lícula. Fins i tot excel·lent: és un de les obres més destacats del cinema espanyol de la dècada de 1970 i un dels millors exemples d'un gènere sovint indefensable." | » |
| — Tim Brayton (Antagony & Ecstasy) | |   |

## Classificació
- Als Estats Units aquesta pel·lícula va ser classificada PG (Guia Paternal Suggerida).
- A Espanya està qualificada per a majors de 18 Anys.
- A Suècia va ser prohibida.[18]